# Czesław Golak
Czesław Golak SVD (ur. 11 lipca 1919 w Fabianowie, obecnie części Poznania, zm. 25 lipca 1941 w Mauthausen-Gusen) – polski kleryk katolicki, Sługa Boży Kościoła katolickiego.
Po zdaniu matury w Niższym Seminarium w Górnej Grupie rozpoczął nowicjat w Chludowskim seminarium (1939). Po wybuchu II wojny światowej, Niemcy 25 stycznia 1940 internowali wszystkich przebywających w Domu Misyjnym duchownych i utworzyli obóz przejściowy dla zakonników i księży z okolicy. Czesław Golak aresztowany został 22 maja 1940 roku, a następnie przewieziony został do Fortu VII w Poznaniu, później do hitlerowskiego obozu koncentracyjnego Dachau (KL) (otrzymał numer 11430), a stamtąd 2 sierpnia 1940 roku do Mauthausen-Gusen (otrzymał numer 6207). Zginął, rzucając się na druty pod napięciem.
Jest jednym z 122 Sług Bożych, wobec których 17 września 2003 roku rozpoczął się proces beatyfikacyjny drugiej grupy męczenników z okresu II wojny światowej. 23 kwietnia 2008 zamknięto proces rogatoryjny (diecezjalny etap procesu beatyfikacyjnego).

## Źródła internetowe
- Notatka biograficzna
- MARTYRS KILLED IN ODIUM FIDEI BY THE NAZIS DURING THE SECOND WORLD WAR (III) (ang.)